# Dutch Mountain Trail
De Dutch Mountain Trail is een wandelpad van 101 kilometer. De route is samengesteld door het Dutch Mountain Film Festival ter ere van hun tienjarig bestaan in 2020.
De route begint bij Station Eygelshoven en eindigt bij Station Maastricht. Het passeert de Seven Summits, zeven toppen in Zuid-Limburg en vlak over de grens. Mede dankzij de grote hoeveelheid hoogtemeters, wordt de Dutch Mountain Trail gezien als een van de zwaarste wandelingen van Nederland. Door de ongeveer 2000 hoogtemeters kan het berggevoel ervaren worden in Nederland. Opvallend is dat het hoogste punt van Nederland (de Vaalserberg) wel op de route ligt, maar niet bij de Seven Summits gerekend wordt en dat twee van de zeven beklimmingen niet op Nederlands grondgebied liggen, te weten: de Schneeberg in Duitsland en Kattenroth in België en ook de beklimming van D'n Observant begint in België.
De zeven toppen zijn:
1. Wilhelminaberg
2. Schneeberg
3. Eyserbos
4. Gulpenerberg
5. Hakkenberg
6. Kattenroth
7. D'n Observant

Tijdens de route wordt meermalen de grens gepasseerd met Duitsland en België. Vanuit Eijsden steekt men de river de Maas over naar Ternaaien. Let op: de veerpont vaart niet in de wintermaanden. Het pad gaat onder andere door de natuurgebieden Strijthagerbeekdal, Anstelvallei, Vijlenerbos, Geul- en Gulpdal, Onderste en Bovenste Bosch, Schoppemerheide, Noor- en Voerdal, Horstergrub en de Oehoevallei in de ENCI-groeve.

## Gids
De officiële routebeschrijving is in november 2020 uitgebracht in boekvorm.
Het boekje heeft handige uitklap- overzichtskaarten en 1:25.000 kaarten topografische kaarten van de hele trail.
Paperback I Nederlands I ISBN 9789090336695 I Druk: 1, november 2020 I 88 pagina’s
Het pad is soms gemarkeerd met blauw-witte vlaggetjes, maar de markeringen ontbreken op veel plaatsen.

## Voetveer Eijsden
Bij Eijsden is er bij de Maas een per voet- en fietsveer. Vaart het pontje niet (wintermaanden) is er een route over de Maas via het Stuw van Lieze, 8 kilometer extra stappen. De pont is contant te betalen.

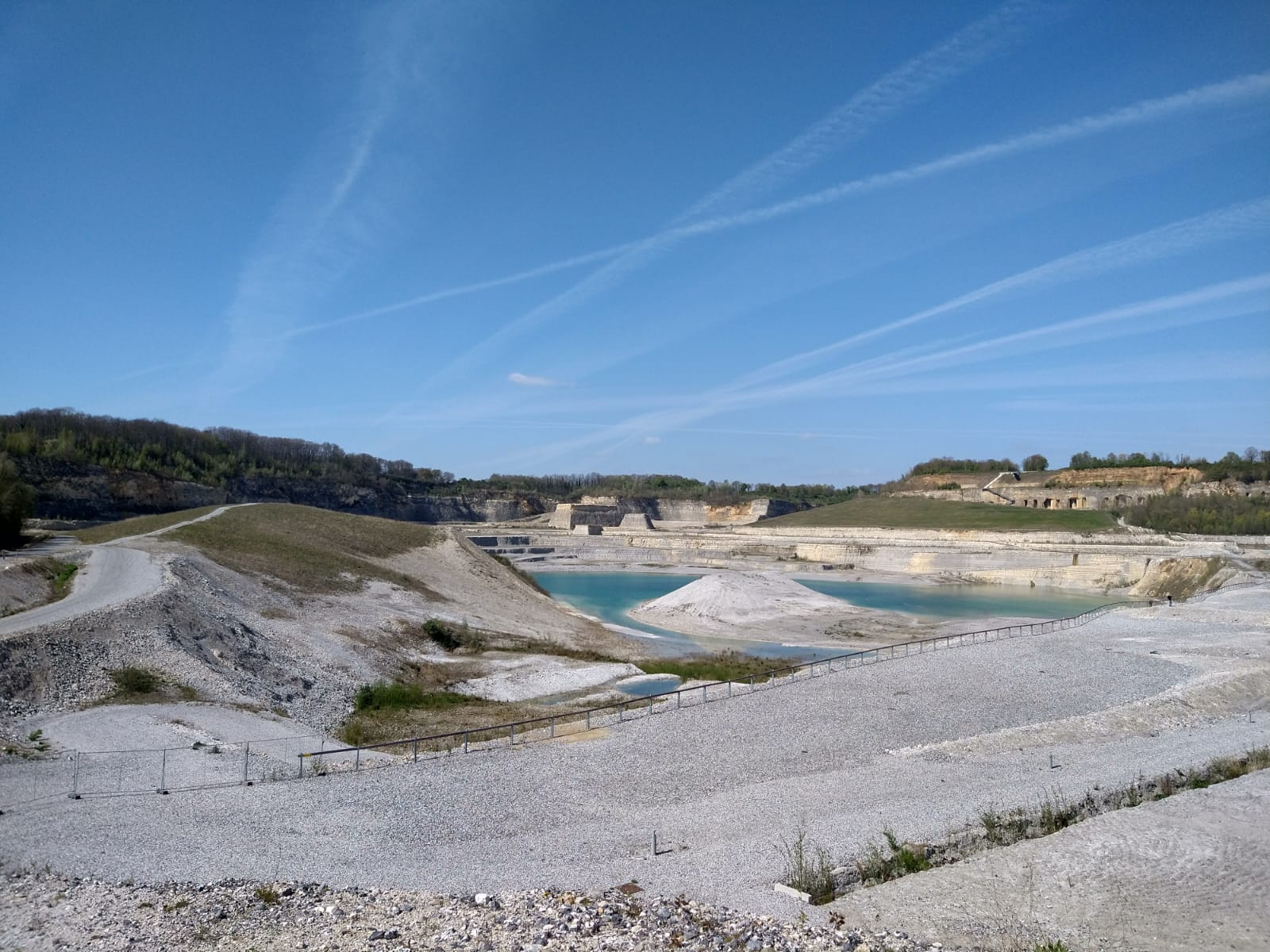
Eindpunt op D'n Observant
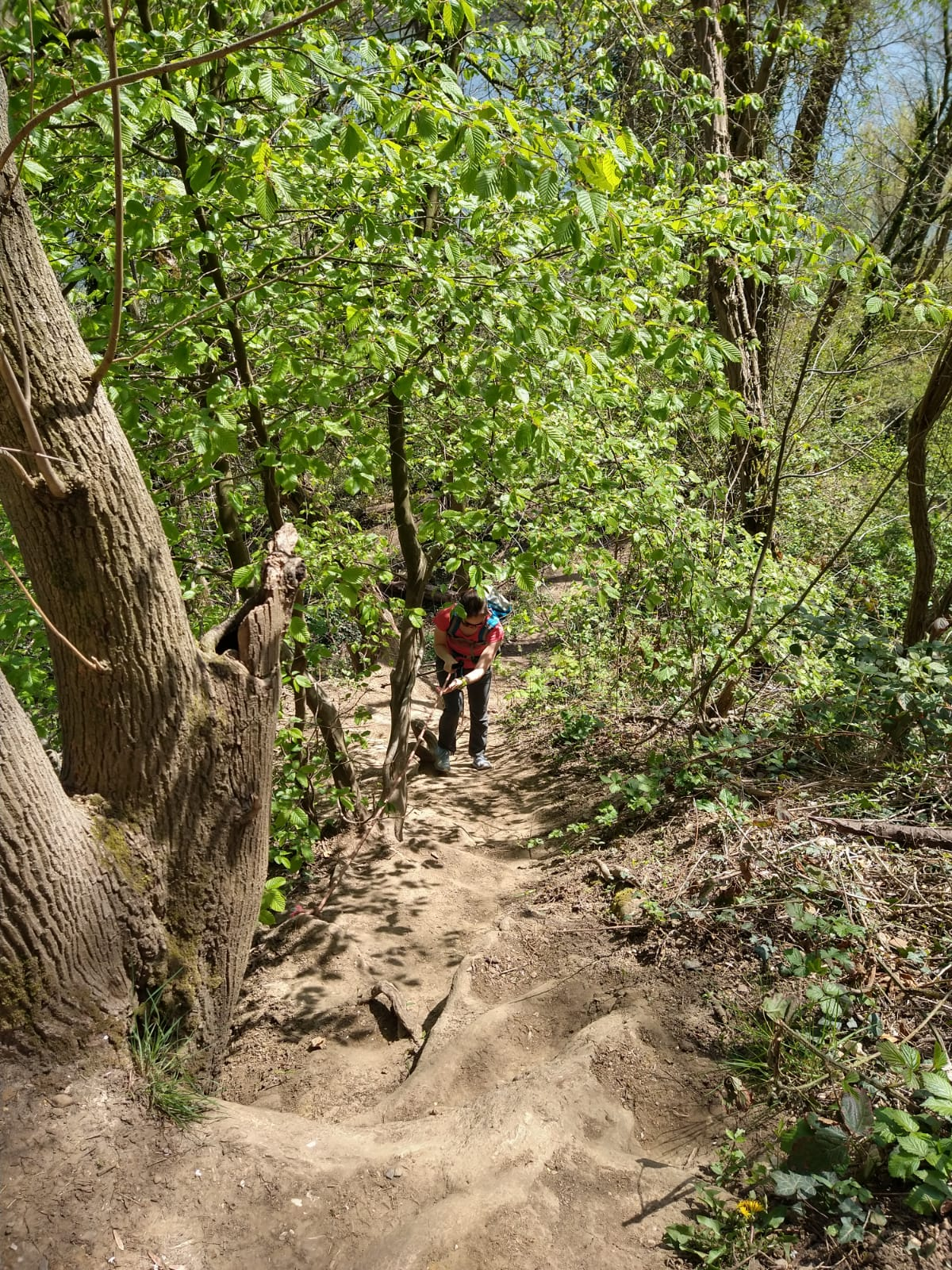
Beklimming van D'n Observant
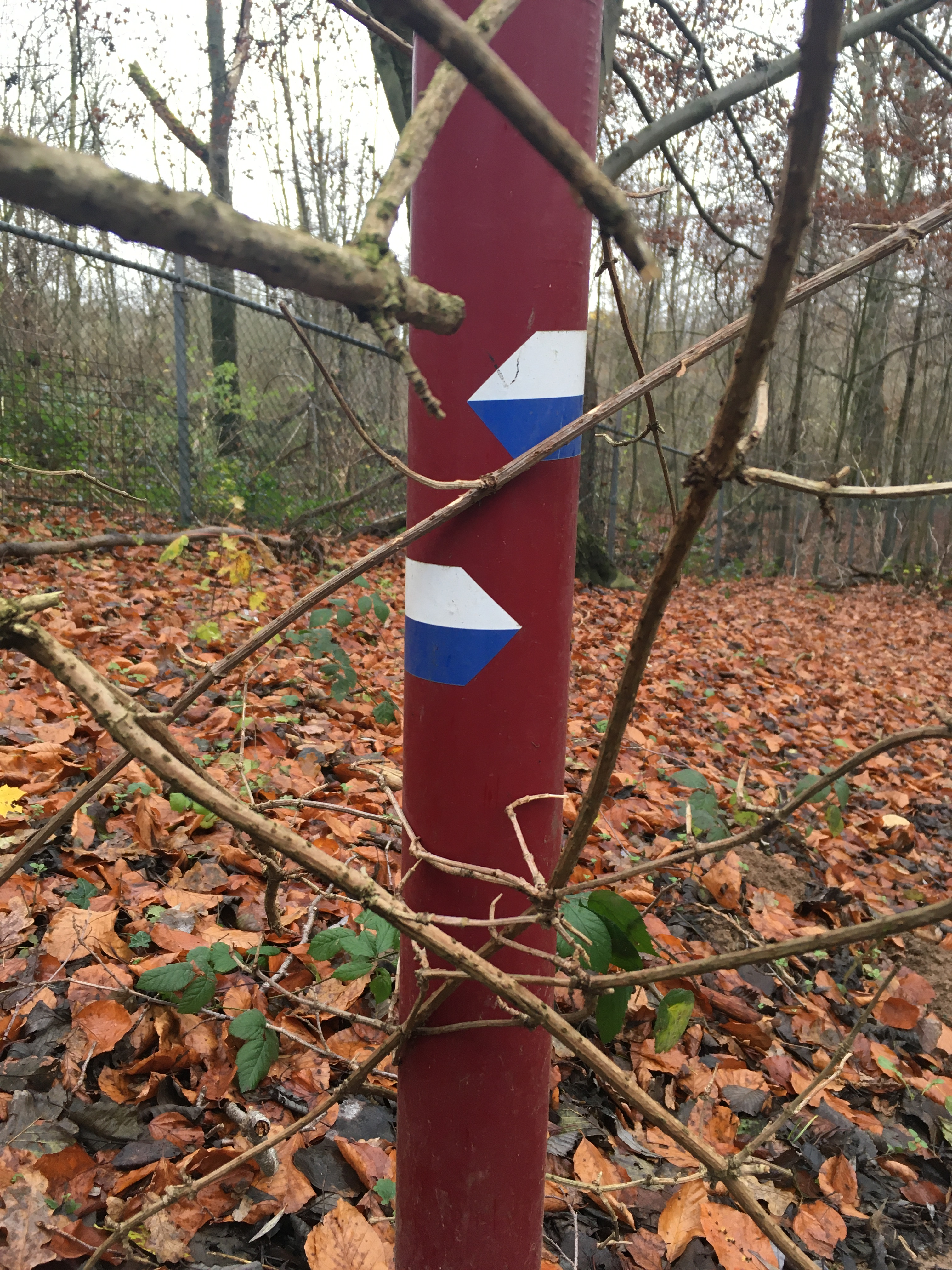
Blauw-witte pijltjes in de Anstelvallei

Bezienswaardigheden aan of te zien vanaf de route:
- Kasteel Strijthagen
- Kasteel Erenstein
- Hamboskapel
- Huis Heyden
- Drakentanden van de Siegfriedlinie
- Drielandenpunt (Vaals)
- Grafheuvels Vijlenerbos
- Sint-Jozefkapel (Hilleshagen)
- Sint-Cunibertuskerk (Wahlwiller)
- Station Eys-Wittem van de Zuid-Limburgse Stoomtrein Maatschappij
- Kasteel Cartils
- Mariamonument (Gulperberg)
- Moordkruis in het Dunnenbos
- Krijtrots van Heimans
- Abdij van Sinnich
- Sint-Rochuskapel (De Plank)
- Sint-Martinuskerk (Sint-Martens-Voeren)
- Kasteel Altenbroek
- Kapel Trichterbeeldje
- Maria-Tenhemelopnemingkerk (Mariadorp)
- Zinkwitfabriek
- Moordkruis en Mariakapel (Eijsden)
- Kasteel Eijsden
- Sluizen van Ternaaien
- Doorsteek van Caestert
- Sint-Lambertuskapel (Maastricht)
- Gouvernement